# Rudolf Karsemeijer
Rudolf Gerard Alexander (Ru) Karsemeijer (Amsterdam, 12 maart 1908 – Hilversum, 29 september 2007) was een Nederlands componist en dirigent.
Hij kreeg zijn muziekopleiding aan het Conservatorium van Amsterdam van Ernest Willem Mulder, van wie hij les kreeg in compositieleer en contrapunt. In 1925 zat hij als pianist op het podium tijdens een concert van het Christelijk Fanfarekorps Huizen onder leiding van zijn vader Johan Karsemeijer en was vanaf dan af en toe te horen tijdens radio-uitzendingen van de NCRV. Medemusicus Hugo Godron recenseerde hem als enige positieve bijdragen in een concert van Cantemus Dominium in 1932.
Hij ging aan de slag bij de omroep alwaar hij voor de Tweede Wereldoorlog organist, arrangeur en dirigent was. In de oorlogsjaren bediende hij zich bij het arrangeren van de schuilnaam Rukers. Karsemeijer was ook enige tijd organist van de Grote Kerk in Naarden. Na de oorlog werd hij muziekregisseur bij NRU en later NOS, een functie die hij tot 1973 vervulde. Die periode werd echter onderbroken door het bekleden van de functie van koordirigent bij Opera Forum van 1958-1962.
Uit zijn pen vloeiden
- filmmuziek zoals De dijk is dicht (1950), Gevaert, geschiedenis van de fotografie (1952), Moderne architectuur in Nederland (1954) en DAF, made in Holland (1972) en muziek voor de Polygoon-journaals en Profilti
- orkestwerken,
- koorwerken,
- liederen
- operette/muziekspel Femmy werd in 1935 uitgevoerd door de Nederlandse Kamer Opera onder leiding van J. Richard Heuckeroth met in de hoofdrol Nora Janssens (dochter van Magda Janssens).
- arrangementen voor onder andere het Metropole Orkest

Titels zijn onder andere Christus-sonnetten,  Suite Ons boerenland, Suomi (Finse impressies voor blazers en percussie), Addio a Napoli, Alle die willen naar Island gaan, Bouw op God en een bewerking van het Als hier een pot met bonen staat.

## Familie
Hij was zoon van musicus Johan Adriaan Karsemeijer en Hendrika Vermaas, wonende in de Rustenburgerstraat. Hij was broer van Lex Karsemeijer. Hij was getrouwd met zangeres Aukje de Jong en woonde enige tijd in de in Hilversum bekende Villa Gerihecolijofrani (’s Gravenlandseweg 71), waar later de VPRO in trok. Dochter Ilona Karsemeijer (1948, Ilona Carr) bracht in 1980 de single I wonder why you came here/Dead end uit op Polydor (cat.nr. 2050653), zong jingles in, was enige tijd echtgenote van Tom Mulder en werd stempedagoog Zoon Erik Karsemeijer (1946) werd multi-instrumentalist, werkte enige tijd bij de NOS en is klanktherapeut.